# قاچاق انسان در فرانسه
قاچاق انسان در فرانسه (انگلیسی: Human trafficking in France) به عنوان کشور مقصد برای مردان، زنان و کودکان از اروپای شرقی، غرب آفریقا و آسیا و همچنین کارائیب و برزیل است که در معرض قاچاق انسان قرار دارند، به ویژه جهت فحشاء و کار اجباری است.

## وضعیت قربانیان
بسیاری از زنان و کودکان آفریقائی، به خدمتکاری اجباری در این کشور واداشته شده‌اند. اغلب «استخدام کنندگان» دست‌اندرکار، دیپلماتهایی هستند که در مقابل پیگرد قانونی مصونیت دارند.. گزارش شده که مردان از کشورهای شمال آفریقا در بخش کشاورزی و ساختمان‌سازی در جنوب فرانسه تحت فشار کار اجباری قرار دارند. دولت فرانسه تخمین می‌زند که اکثریت ۱۸٬۰۰۰ زنی که در فرانسه به تجارت جنسی مشغول هستند، به اجبار باین کار کشانده شده‌اند. همچنین برآورد می‌کند تعداد قابل توجهی از کودکانی که در فرانسه قربانی فحشاء اجباری هستند، عمدتاً از رومانی، غرب و شمال آفریقا می‌باشند. رومانیایی ها و دیگر کودکان بی‌سرپرست در فرانسه همچنان برای وادار شدن به گدایی اجباری آسیب‌پذیر هستند. گزارش شده‌است که شش زن فرانسوی در سال ۲۰۰۹ در لوکزامبورگ مجبور به فحشا شدند. تعدادی از زنان و کودکان برزیلی به کار و فحشاء اجباری بکار گرفته شدند. تعدادی از زنان جوان از هائیتی، سورینام و جمهوری دومینیکن در گویان فرانسه وجود دارند که درگیر فحشاء هستند و برخی از آنها ممکن است به این نقاط قاچاق شده باشند. دولت فرانسه در سال ۲۰۰۹ در مورد وجود کار و فحشاء اجباری در سایت‌های معدن طلا در گویان فرانسه، ۱۷ مورد را تحقیق کرد و دستگیری دو مجرم قاچاق در گویان فرانسه در طول دوره گزارش را گزارش کرد.

## اقدامات دولت
دولت فرانسه به‌طور کامل با حداقل استانداردهای حذف قاچاق انسان موافق است. دولت همچنان آموزش دادستان‌ها و قضات را برای استفاده بهتر از قوانین ضد قاچاق فرانسه، ادامه داد؛ و همچنان به پیگیری موضوع فحشاء و مجرمانی که در شغل استثمار اجباری دست دارند، و افزایش مشارکت دولتی و خصوصی برای جلوگیری از قاچاق انسان را ادامه داد. دولت گزارش داد که در سال ۲۰۰۹ تعداد زیادی از قربانیان قاچاق انسان را شناسایی کرده‌است.

## موضع‌گیری‌ها
دفتر نظارت و مبارزه با قاچاق انسان در وزارت خارجه ایالات متحده آمریکا این کشور را را در سال ۲۰۱۷ در سطح اول "Tier 1" کشورهای (مبارزه با قاچاق انسان) قرار داد.